# IV. Erik svéd király
IV. Erik Anundsson (849 – 882) svéd király 873-tól haláláig.
II. Anund fiaként született. A Hervarar saga és a Harald Fairhair saga szerint apja, Erik Emundson harcolt I. Harald norvég király ellen és Anund Uppsale halála után örökölte trónját.

Anund király fia, Erik foglalta el a trónt Uppsalában apja halála után. Gazdag király volt. Ekkor foglalta el Norvégia trónját Széphajú Harald. Ő volt az első király, aki egyesítette azt az országot.

A Landnámabók szerint Erik II. Adrián és VIII. János pápák alatt uralkodott. A Széphajú Harald saga szerint a király akkor halt meg, amikor Széphajú Harald már 10 éve volt az egyesített Norvégia királya. A saga továbbá megemlíti, hogy Erik szerette volna kiterjeszteni Svédország határait nyugat felé. Halála után fia, III. Björn követte a trónon.

## Fordítás
- Ez a szócikk részben vagy egészben  az   Eric Anundsson című angol Wikipédia-szócikk fordításán alapul.  Az eredeti cikk szerkesztőit annak laptörténete sorolja fel. Ez a jelzés csupán a megfogalmazás eredetét és a szerzői jogokat jelzi, nem szolgál a cikkben szereplő információk forrásmegjelöléseként.

| Előző uralkodó: II. Anund | Svédország uralkodója 873 – 882 | Következő uralkodó: III. Björn |